# Josine Souweine
Josine Souweine (1899-1983) est une sculptrice belge, Prix de Rome belge 1923.

## Biographie
Josine Souweine est originaire d'Anvers. Elle étudie à l'Académie royale des beaux-arts de Bruxelles de 1917 à 1924 où elle est l'élève de Victor Rousseau. Elle pratique un art classique d’une grande finesse. En 1923, elle reçoit le Prix de Rome belge en sculpture.
Dans les premières décennies du XXe siècle, le nombre de sculpteurs et sculptrices actifs en Belgique a nettement augmenté. Plusieurs sculptrices deviennent membres de l'association bruxelloise Cercle artistique et littéraire, tels que Sylvie Vanderkindere, Henriette Calais, Jenny Lorrain, Yvonne Serruys (1873-1953), Juliette Samuel-Blum (1877-1931) ainsi que Josine Souweine.
En 1940, elle se marie au sculpteur Léon Batardy (1895-1951).
En 1952, Simone Guillissen-Hoa dessine l'atelier d'artiste de Josine Souweine au 70 avenue Kamerdelle à Uccle, quartier où se côtoyaient de nombreuses familles d'artistes belges. L'atelier de Josine Souweine prend place juste à côté de la maison de l'architecte Lucien Loze.
Certaines des œuvres de Josine Souweine sont exposées au Musée royal des Beaux-Arts d'Anvers.
En 1950, à l'occasion du trentième anniversaire de l'entrée des femmes dans la vie politique, le Conseil national de Belgique fait frapper une médaille, œuvre de Josine Souweine.
Elle est membre du Conseil national belge des arts plastiques.
Josine Souweine et Léon Batardy meurent à Uccle, respectivement en 1983 et 1951.

## Quelques œuvres
- Buste de Jean Guillissen - bronze (Université libre de Bruxelles - Archives, patrimoine et réserve précieuse)
- Buste de Pierre Brachet [7]- plâtre (Université libre de Bruxelles - Archives, patrimoine et réserve précieuse)